# Chiesa di San Giacomo Maggiore (Genova, Molassana)
La chiesa di San Giacomo Maggiore è un luogo di culto cattolico situato nella località di San Giacomo del quartiere di Molassana, nel comune di Genova, in città metropolitana ed arcidiocesi di Genova; inoltre, è sede della parrocchia omonima del vicariato del Medio-Alto Bisagno.

## Storia e descrizione
In origine nella frazione di San Giacomo vi era un oratorio, costruito nel 1347 come sede di una delle più antiche confraternite della val Bisagno. Incendiato dagli Austriaci nel 1747 fu ricostruito pochi anni dopo.
Nel 1903 fu restaurata la facciata e ampliato il piazzale, dove negli anni sessanta del Novecento fu collocato il busto di papa Giovanni XXIII. Con un primo decreto del cardinale di Genova Giuseppe Siri nel 1954 la chiesa fu costituita in vicaria autonoma; con un successivo decreto del 23 febbraio 1960 fu eretta in parrocchia, con decorrenza dal 19 marzo dello stesso anno.
Un mosaico sulla facciata raffigura san Giacomo con pellegrina, bastone e conchiglia, segni distintivi dei pellegrini che si recavano a Santiago di Compostela e che in questo luogo ricevevano ospitalità durante il loro viaggio. Il portico a destra della chiesa, oggi ingresso della sacrestia, era quello dell'antico ospitale.
All'interno della chiesa è conservata una cassa processionale raffigurante San Giacomo che sconfigge i mori.